# Esenbeckia echinoidea
Esenbeckia echinoidea är en vinruteväxtart som beskrevs av Standley & Steyerm.. Esenbeckia echinoidea ingår i släktet Esenbeckia och familjen vinruteväxter. Inga underarter finns listade i Catalogue of Life.